# Lego Гаррі Поттер: роки 1—4
LEGO Harry Potter: Years 1-4 (букв. укр. «LEGO Гаррі Поттер: Роки 1-4», офіційна українська назва — («LEGO Гаррі Поттер») — аркадна відеогра розроблена Traveller's Tales і видана Warner Bros. Interactive Entertainment спільно з Electronic Arts. Була випущена в червні 2010 року. У Росії і країнах СНД видавцем є компанія Новий Диск.
Сюжет гри заснований на перших чотирьох книгах про Гаррі Поттера — «Філософський камінь», «Таємна Кімната», «В'язень Азкабану» і «Кубок Вогню». Ігровий процес і графічне оформлення виконано в стилі попередніх LEGO-ігор компанії «Traveller's Tales».

## Ігровий процес
Ігровий процес «Lego Harry Potter» схожий з таким в попередніх LEGO-іграх компанії Traveller's Tales, наприклад, LEGO Star Wars. Передбачаються аркадні фурнітура; використання заклинань для вирішення задачок. Частина заклинань доступні з самого початку, інші ж, будуть доступні до використання лише по ходу гри. Так, заклинання Вінґардіум левіоса, яке зможуть використовувати всі персонажі, дозволяє підіймати й пересувати по рівню лего-кубики. Інша ігрова особливість — створення чарівних зілля, які допоможуть гравцеві проходити рівні, однак, при частому використанні можуть виявитися побічні ефекти, наприклад, гравець може перетворитися на якийсь час на жабу.
Однокористувацький режим повторює сюжет книг і однойменних кінофільмів водночас в багатокористувацькому режимі можна буде пограти й другорядними персонажами з книги, наприклад, деякими вчителями.

### Заклинання
Заклинання в грі відкриваються в міру їх вивчення і проходження рівнів на їх використання. Заклинання змінюються при тривалому натисканні кнопки зміни персонажів. Після натискання з'являється дисплей з вісьмома віконцями, кожне з яких містить своє заклинання, доступне для застосування.
- Різні атакувальні заклинання — до цієї категорії відносяться заклинання, які як вивчаються в Гоґвортсі (Трансфігурація і Експелліармус), так і купуються у вигляді ігрової валюти (Слагус Ерукто, Глаціус, Таранталлегра). Знаходяться у верхньому вікні вибору заклинань.
- Різні речі — у цій категорії можуть перебувати як і заклинання (наприклад, у Тома Редла — Авада Кедавра), речі (плащ-невидимка у Гаррі Поттера), так і тварини (Скеберс і Криволапик у Рона і Герміони). Знаходяться у верхньому-правому вікні вибору заклинань.
- Вінґардіум Левіоса — заклинання, доступне всім персонажам, що мають магічні здібності (включаючи Геґріда і Добі). Дозволяє переміщати по повітрю предмети (вгору, вниз, вліво і вправо). Область застосування позначається фіолетовими іскрами. Вивчається у професора Філіуса Флитвіка. Знаходиться в правому вікні вибору заклинань.
- Люмос/Люмос Солем- заклинання, яке знищує «Диявольські Силки» і висвітлює простір біля застосування. Також вивчається у Філіуса Флитвіка. Знаходиться в нижньому-правому вікні вибору заклинань.
- Іммобіліус — заклинання, що винищують Піксів у два прийоми. Перший — укладання в міхур, другий — знищення міхура. Вивчається у Ґільдероя Локарта. Знаходиться в нижньому вікні вибору заклинань.
- Рідікулус — заклинання, що знищує ховчиків, які з'являються зі скринь. Вивчається у Ремуса Люпина. Знаходиться в нижньому-лівому вікні вибору заклинань.
- Експекто Патронум — заклинання, що знищує дементорів. Гаррі вивчає його у Ремуса Люпина. Знаходиться в лівому вікні вибору заклинань.
- Редуктіл — заклинання, що руйнує залізні деталі й замки. Вивчається у Аластора Муді. Знаходиться у верхньому-лівому вікні вибору заклинань.

### Зілля
У грі існує декілька зіль, що допомагають у різних ситуаціях. Котли із зіллям (компоненти для яких розташовано на тій же локації, де й котел) є по всьому Гоґвортсу, а також по алеї Діаґон.
- Зілля Вибуху — перше зілля, що зустрічається в грі. Вперше його варять в алеї Діаґон, а пізніше ще кілька разів. Якщо в казанку зварити це зілля, то котел вибухне, підриваючи перешкоди, що заважають подальшому проходженню.
- Зілля Могутності — дозволяє використовувати ланцюги, які можуть тягнути тільки сильні персонажі. Вивчається у Северуса Снейпа на першому курсі.
- Оборотне Зілля — дозволяє обернутися в будь-якого персонажа, якого ви придбали. Вивчається на другому курсі у Северуса Снейпа.
- Костером — використовується тільки один раз в грі, на другому курсі, дозволяє виростити нові кістки у Гаррі.
- Зілля невидимості — Гаррі й Рон самі варять це зілля, щоб пройти повз Арґуса Філча. Дозволяє ставати невидимим, але, на відміну від мантії-невидимки, прийнявши це зілля, можна чаклувати.
- Зілля Старіння — дозволяє постарити персонажа і тим самим пройти Коло для Старших. Вивчається у Фреда і Джорджа Візлі на четвертому курсі.

### Персонажі
У грі присутні 107 персонажів, від головних (Гаррі Поттер, Рон Візлі, Герміона Ґрейнджер, Рубеус Геґрід та інших) до тих, що фігурували в книгах і однойменних фільмах як епізодичні (Ґрипхук, Мадам Помфрі, Майкл Корнер, Амос Діґорі та інших). Деякі персонажі мають кілька варіантів одягу, наприклад: звичайний, форма Гоґвортсу, форма для гри в квідич, костюм смертежера. Найбільше костюмів доступно при грі за Гаррі Поттера — 5. За бажанням, гравець може одягти персонажа в будь-який одяг, для цього в грі присутні 2 спеціальні комірки. Кожен персонаж має окремі здібності: 9 персонажів — здібності привидів, 3 персонажі — гоблінів, 8 персонажів — зміємовців. Багато персонажів мають магічні здібності, посади вчителів і старост, величезну силу. Здібності потрібні для виконання особливих завдань.

#### Особливі стійки
У грі присутні особливі стійки, які при використанні персонажем з особливими здібностями допомагають в проходженні гри. Існує чотири види стійок:
- Зелені з головою змії — для зміємовців
- Червоно-коричневі у вигляді шафи — для вчителів
- Жовто-коричневі — для духів
- Карі у вигляді годинника — для персонажів з маховиками часу

## Історія розробки
Перший відеоролик гри був опублікований в день офіційного анонсу, першого липня 2009 року. Упродовж року вийшло кілька інших трейлерів.
У кінцевому підсумку, реліз гри відбувся 25 червня 2010 року на території Європи і 29 червня 2010 року — в Північній Америці і Австралії. Російська версія, видавана компанією Новий Диск, вийшла 8 липня 2010 року.